# Сатору Кітаока
Сатору Кітаока (яп. 北 岡 悟 — Кітаока Сатору; нар. 4 лютого 1980) — японський шут-реслер і боєць змішаних єдиноборств. Професійно в ММА з 2000 року, змагався на DREAM, Pancrase. Кітаока відомий своїми навичками боротьби які він отримав у найповажніших майстрів таких як Мінору Судзукі. Перший чемпіон у легкій вазі організації Сенгоку, а також колишній чемпіон у легкій вазі DEEP. 18 з 20 перемог у його кар'єрі завершилися за допомогою гільйотини або захвату на ноги.

## Боротьба
На додаток до успіхів в змішаних бойових мистецтвах, Кітаока також виграв декілька турнірів по греплінгу, в основному з бразильського джиу-джитсу та чемпіона No-Gi в обох.

## Змішані бойові мистецтва

### Pancrase
Після успіхів у боротьбі Кітаока дебютував у Pancrase 31 жовтня 2000 року, програв рішенням більшості суддів Йошінорі Кавасакі. Спочатку він був без перебільшень поганим бійцем: До 2005 здобув лише дві перемоги, більшість нічиїх (які тоді зазвичай давали у Японії без явного дострокового переможця). Коли рекорд досяг 12-6-8 він зіткнувся з майбутнім бійцем UFC та тимчасовим чемпіоном у середній вазі Карлосом Кондітом. 2 жовтня 2005 року Кітаока переміг Кондіта скруткою пятки 3:57 першого раунду.
Тричі зустрічався з Кацуя Іноуе якого спочатку переміг, потім нічия та врешті решт програв розділеним рішенням.

### Сенгоку
Після підпису контракту першою сутичкою Кітаоки за Сенгоку стала перемога над Іана Джеймсом Шаффі, потім вступив у восьмимісячний легкий турнір. У першому турі на «Сенгоку 4» 24 серпня 2008 року він бився проти американця Клая Френча якого підкорив ахіллесом вже на 31 секунді 1 раунду. Потім у півфіналі турніру так само легко переміг японця Еіджі Міцуоку тим захопленням стопи на 1:16 першого раунду. Перемога зробила йому місце у фіналі турніру що відбувся на Sengoku — Sixth Battle. Бій проти Казунорі Йокоти був значно важчим за попередні поєдинки — він тривав всі три п'ятихвилинні раунди, проте Кітаока таки переміг одностійним рішенням, тим самим виграв гран-прі Сенгоку 2008.
На чемпіона чекав поєдинок з майбутім бійцем UFC Таканорі Гомі якого Кітаока переміг вкотре перевіреним методом захопленням стопи на 1:41 першого раунду.
У першому захисті титулу Кітаока програв іншому японцю Мізуто Хірота технічним нокаутом ударами колінами.

### DREAM
Кітаока зіткнувся з колишнім бійцем UFC Вілламі Фрейром у DREAM 17. Кітаока вийшов на поєдинок з серією трьох перемог на Pancrase та DEEP та виграв його за допомогою роздільного рішення.
31 грудня 2011 був бій з чорним поясом по бразильського джиу джитсу Шіня Аокі на чемпіонаті DREAM у легкій вазі. Він програв бій одностайним рішенням.

### Rizin
Кітаока дебютував у Rizin 29 грудня 2016 році проти Дарона Крейкшанка на RIZIN World Grand-Pri 2016 та виграв у 2 раунді гільойотиною.
30 липня 2017 у другому раунді його нокаутував молодий проспект Юске Ячі.
Кітоака повернувся на світове Гран-прі RIZIN 2017 та програв Кіїчі Куніомото одноголосним рішенням в результаті двох раундів.

### Поєдинок проти Тараса Сапи
15 квітня 2018 на Pancrase 295 — Sunabe vs. Murofushi зустрівся з українським бійцем з Івано-Франківська Тарасом Сапою. Ударним на базі муай тай Тарас відступив перед борцем Кітаокою та дозволив тому перевести себе до партеру. Чотири хвилин бійці провели у партері і японець піднявся для добивання; Тарас скористався цим та наніс два ап-кіка і сам почав добивати суперника по обличчю але Кітаока у властивій йому манері встиг захопити п'ятку. Через близько пів хвилини Тарас здався.

### Подальша кар'єра
Провів ще три поєдинки у Rizin та один на Deep з яких виграв лише один. Останній бій програв американцю Джонні Касу на Rizin FF — Rizin 17 у 2018 після чого завершив кар'єру.

## Цікаві факти
- За всю ММА карєру Кітаоку нікому не вдалося підкорити. 20 з 42 його перемог отримано підкоренням і жодну нокаутом.